# Процедура погодження
Процедура погодження (Consent Procedure) — одна зі спеціальних законодавчих процедур Європейського Союзу, запроваджена Єдиним європейським актом. Згідно з цією процедурою Рада Європейського Союзу повинна отримати погодження (згоду) Європейського парламенту, перш ніж можна буде ухвалити певні рішення.

## Застосування
Згідно з Лісабонським договором застосування процедури погодження включає:
- положення про горизонтальну гнучкість (ст. 352 ДФЄС),
- боротьба з дискримінацією (стаття 19(1) ДФЄС),
- членство в Союзі (стаття 49 ДЄС),
- домовленості про вихід із Союзу (стаття 50 ДЄС)
- угоди про асоціацію,
- приєднання Союзу до ЄКПЛ,
- угоди, що встановлюють конкретні інституційні рамки,
- угоди з важливими бюджетними наслідками,
- угод у сферах, де застосовується звичайна законодавча процедура.

## Історія
Процедура згоди була запроваджена Єдиним європейським актом. Згідно з цією процедурою, Рада Європейського Союзу повинна отримати згоду Парламенту, перш ніж приймати певні рішення. Для прийняття («згоди») потрібна абсолютна більшість голосів.
Європейський парламент може прийняти або відхилити пропозицію, але не вносити до неї поправки. Однак парламент може підготувати проміжний звіт із рекомендаціями щодо внесення змін, а також було запроваджено погоджувальну процедуру.
Сфери, включені до процедури погодження, були:
- конкретні завдання Європейського центрального банку (ЄЦБ);
- поправки до статутів Європейської системи центральних банків (ЄСЦБ) / Європейського центрального банку;
- Структурні фонди та фонди згуртування;
- єдина процедура виборів до Європейського парламенту;
- окремі міжнародні договори;
- приєднання нових держав-членів;
- затвердження Президента та інших членів Комісії.

### Амстердамський договір
Після прийняття Амстердамського договору санкції, накладені на державу-члена ЄС за серйозне та постійне порушення основних прав, потребують згоди парламенту відповідно до статті 7 Договору про ЄС.
У своєму висновку щодо Міжурядової конференції 2000 року Європейська комісія висловилася на користь розширення цієї процедури для застосування до укладення угод, які мають глобальні економічні та комерційні наслідки.

### Лісабонський договір
З набуттям чинности Лісабонського договору в 2009 році процедура погодження (assent procedure) була перейменована в процедуру згоди (consent procedure), і її було визначено як частину спеціальних законодавчих процедур, на відміну від звичайної законодавчої процедури (раніше – спільне прийняття рішень).
Згідно з процедурою погодження, парламент схвалює проект акта Ради абсолютною більшістю голосів без можливості внесення до нього змін. Неофіційно Комісія залучає Парламент з самого початку процедури, щоб гарантувати її згоду, хоча Договори формально цього не передбачають.